# Sturgis (Dakota del Sur)
Sturgis es una ciudad ubicada en el condado de Meade en el estado estadounidense de Dakota del Sur. En el censo de 2010 tenía una población de 6627 habitantes y una densidad poblacional de 641,6 personas por km².

## Geografía
Sturgis se encuentra ubicada en las coordenadas 44°24′33″N 103°31′5″O / 44.40917, -103.51806. Según la Oficina del Censo de los Estados Unidos, Sturgis tiene una superficie total de 10.33 km², de la cual 10.33 km² corresponden a tierra firme y (0%) 0 km² es agua.

## Demografía
Según el censo de 2010, había 6.627 personas residiendo en Sturgis. La densidad de población era de 641,6 hab./km². De los 6627 habitantes, Sturgis estaba compuesto por el 93.86% blancos, el 0.23% eran afroamericanos, el 2.29% eran amerindios, el 0.39% eran asiáticos, el 0.05% eran isleños del Pacífico, el 0.59% eran de otras razas y el 2.6% pertenecían a dos o más razas. Del total de la población el 2.64% eran hispanos o latinos de cualquier raza.